# Monoxia schizonycha
Monoxia schizonycha es una especie de insecto coleóptero de la familia Chrysomelidae.
Fue descrita científicamente en 1939 por Blake.